# Caenogastropoda
De Caenogastropoda is een clade (voorheen een onderklasse) binnen de Gastropoda.  Deze groep omvat verschillende groepen die bij de classificatie van Thiele gescheiden waren ingedeeld als Mesogastropoda en Neogastropoda. De huidige indeling is gebaseerd op die van Bouchet & Rocroi uit 2005 en eventuele wijzigingen daarop.

## Indeling clade
De clade kent de volgende onderverdeling:
- Informele groep Architaenioglossa
- Clade Sorbeoconcha
- Clade Hypsogastropoda
  - Clade Littorinimorpha
  - Informele groep Ptenoglossa
  - Clade Neogastropoda

en de volgende Caenogastropoda waarvan de taxonomische positie onzeker is
- Familie  † Plicatusidae Pan & Erwin, 2002
- Familie  † Spanionematidae Golikov & Starobogatov, 1987
- Familie  † Spirostylidae Cossmann, 1909
- Superfamilie  † Acteoninoidea Cossmann, 1895
- Superfamilie  † Dendropupoidea Wenz, 1938
- Superfamilie  † Palaeostyloidea Wenz, 1938
- Superfamilie  † Peruneloidea Pryda & Bändel, 1997
- Superfamilie  † Pseudomelanioidea R. Hoemes, 1884
- Superfamilie  † Subulitoidea Lindström, 1884
- Zygopleuroid groep
  - Familie  † Zygopleuridae Wenz, 1938
    - Onderfamilie Zygopleurinae Wenz, 1938
      - = Goniospiridae Golikov & Starobogatov, 1987

    - Onderfamilie Allostrophiinae Golikov & Starobogatov, 1987
    - Onderfamilie Ampezzopleurinae Nützel, 1998
    - Onderfamilie Kosmopleurinae Gründol, 2003

  - Familie  † Abyssochrysidae Tomlin, 1927
  - Familie  † Polygyrinidae Bändel, 1993
  - Familie  † Protorculidae Bändel, 1991
  - Familie Provannidae Waren & Ponder, 1991
    - = Pseudonininae Bertolaso & Palazzi, 1994

  - Familie  † Pseudozygopleuridae Knight, 1930
    - = Cyclozygidae B. K. Likharev, 1970
    - = Eoptychiidae Golikov & Starobogatov, 1987
    - = Stephanozygidae Golikov & Starobogatov, 1987

### Taxonomie volgens WoRMS
- Orde Architaenioglossa
- Orde Littorinimorpha
- Orde Neogastropoda
  - = Stenoglossa
- Subterklasse Sorbeoconcha
- Superorde Hypsogastropoda

en een grote groep taxa die niet in een van bovenstaande taxa zijn ingedeeld:
- Superfamilie Abyssochrysoidea Tomlin, 1927
- Familie  † Acanthonematidae Wenz, 1938
- Superfamilie  † Acteoninoidea Cossmann, 1895
- Geslacht  † Boreioconus Guzhov, 2015
- Superfamilie Campaniloidea
- Familie  † Canterburyellidae Bandel, Gründel & Maxwell, 2000
- Superfamilie Cerithioidea Fleming, 1822
- Familie  † Coelostylinidae Cossmann, 1908
- Geslacht  † Costasphaera Gründel & Nützel, 2015
- Superfamilie  † Dendropupoidea Wenz, 1938
- Superfamilie Epitonioidea Berry, 1910 (1812)
- Familie Lyocyclidae Thiele, 1925
- Geslacht  † Nixipileolus Guzhov, 2015
- Superfamilie  † Orthonematoidea Nützel & Bandel, 2000
- Superfamilie  † Palaeostyloidea Wenz, 1938
- Superfamilie  † Peruneloidea Frýda & Bandel, 1997
- Familie  † Plicatusidae Pan & Erwin, 2002
- Familie  † Polygyrinidae Bandel, 1993
- Familie  † Pommerozygiidae Gründel, 1999
- Familie  † Protorculidae Bandel, 1991
- Superfamilie  † Pseudomelanioidea R. Hoernes, 1884
- Familie  † Settsassiidae Bandel, 1992
- Superfamilie  † Soleniscoidea Knight, 1931
- Familie  † Spanionematidae Golikov & Starobogatov, 1987
- Familie  † Spirostylidae Cossmann, 1909
- Superfamilie  † Subulitoidea Lindström, 1884
- Superfamilie Triphoroidea Gray, 1847
- Superfamilie  † Zygopleuroidea Wenz, 1938